# Rißbach
Der Rißbach, im Oberlauf Enger-Grund-Bach, ist ein rund 30 km langer Wildfluss in Tirol und dann Oberbayern, der das Rißtal durchfließt und bei Vorderriß von rechts in die Isar mündet.

## Name
Das Gewässer wird  1434 als Rüss erstmals schriftlich erwähnt. Der Name steht wohl in Zusammenhang mit dem indogermanischen Verb *reus „wühlen, graben“.

## Geographie

### Verlauf
Der Rißbach entsteht in Tirol im Karwendel durch den Zusammenfluss mehrerer Quellbäche beim Almdorf Eng der Gemeinde Vomp im Enger Grund des Naturparks Hinterriß-Eng. Er fließt zunächst etwa nordnordostwärts durch den Großen Ahornboden und wendet sich dann auf lange westnordwestlichen Lauf, auf dem er von links seine langen Zuflüsse Laliderer Bach und Johannesbach aufnimmt.
Bei Hinterriß knicken Tal und Fluss dauerhaft nach Nordnordwesten ab. Nach etwas über der Hälfte des dort beginnenden Unterlaufs wechselt der Rißbach am Zufluss des von Südwesten kommenden Fermersbachs über die Staatsgrenze auf bayerisches Gebiet. Dort mündet er dann bei Vorderriß von rechts etwa sechs Kilometer oberhalb des Sylvensteinspeichers in die Isar.

### Zuflüsse
Vom Zusammenfluss der Oberläufe bis zur Mündung. Auswahl.
- Enger-Grund-Bach, linker Hauptstrang-Oberlauf von Südwesten bis nahe Eng
- (Bach vom Eiskarln), mittlerer Oberlauf von Süden
- Binsbach, rechter Oberlauf von Osten
- Gumpenbach, von links nach Eng; mit langen Versickerungsstrecken
- Hasentalbach, von rechts bei der Hagelhütte am Linksbogen des Flusses
- Laliderer Bach, von links
- Falkenkarbach, von links gegenüber der Garberlalm
- Johannesbach, von links gegenüber der Fuggerangeralm
- Torbach, von links bei Hinterriß am Rechtsknick des Flusses
- Rontalbach, von links bei Hinterriß
- Schleifmühlbach, von rechts nach Brandau
- Seitenbach, von links
- Leckbach, von rechts
- Fermersbach, von links auf der Grenze von Tirol zu Bayern
- → (Abgang des Rißbachstollens), nach links nahe der Oswaldhütte
- Fischbachl, von links
- Stuhlbach, von rechts
- Fischbach, von links

## Flussnatur
Da der Niederschlag im Winter zumeist als Schnee fällt, führt der Rißbach während der Schneeschmelze im Frühling und Frühsommer besonders viel Wasser. Das Bachbett des Unterlaufs ist rund 300 Meter breit. Abgelagerte Sedimente bilden hier großflächige Sand- und Schotterbänke, die sich dynamisch verändern.
Im September 2014 wurden umfangreiche Renaturierungsmaßnahmen beendet, welche im Rahmen eines zweijährigen Projekts die Wiederherstellung des ursprünglichen Zustands des Rißbachs zum Ziel hatten.
Der Rißbach ist eines der beliebtesten Wildwasser Bayerns für Wildwassersportler. Die Erstbefahrung gelang im Juni 1932 Kurt Sigritz im Faltboot und unter Auslassung der Klamm.

## Wassernutzung
Um die verfügbare Wassermenge für das Walchenseekraftwerk zu erhöhen, wird das Wasser des Rißbachs seit 1951 gleich nach dem Übertritt des Flusses nach Bayern durch den rund sieben Kilometer langen Rißbachstollen dem Kraftwerk Niedernach zugeführt und dann in den Walchensee geleitet.

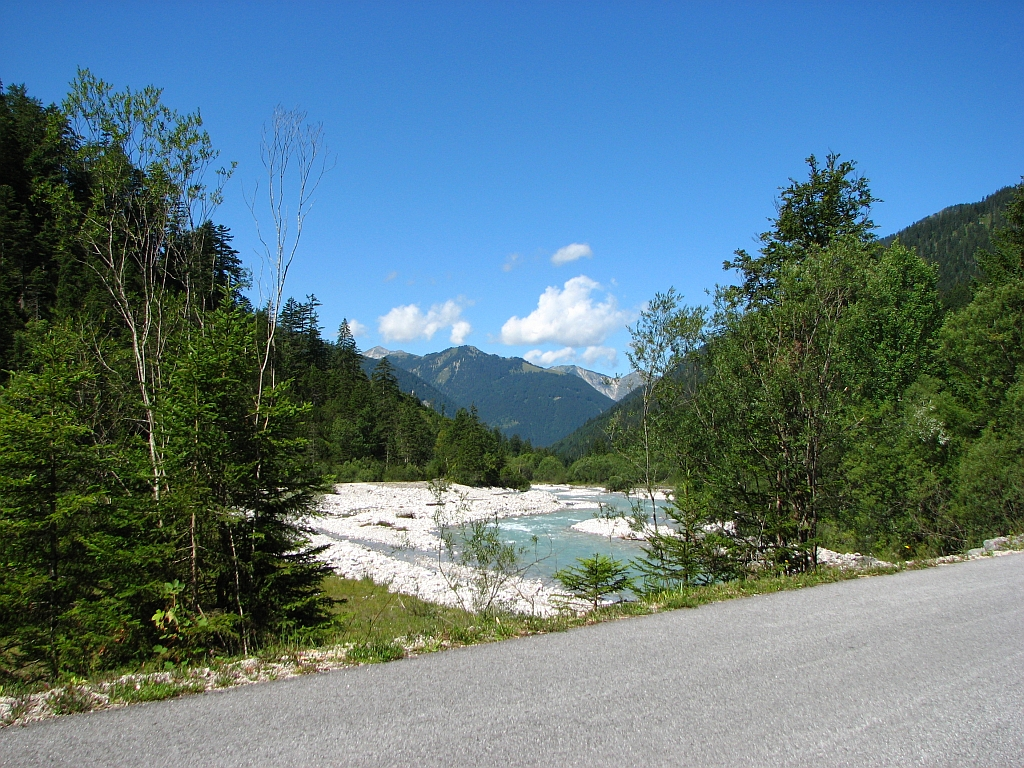
Ausblick von der Kreuzbrücke Richtung Hinterriß
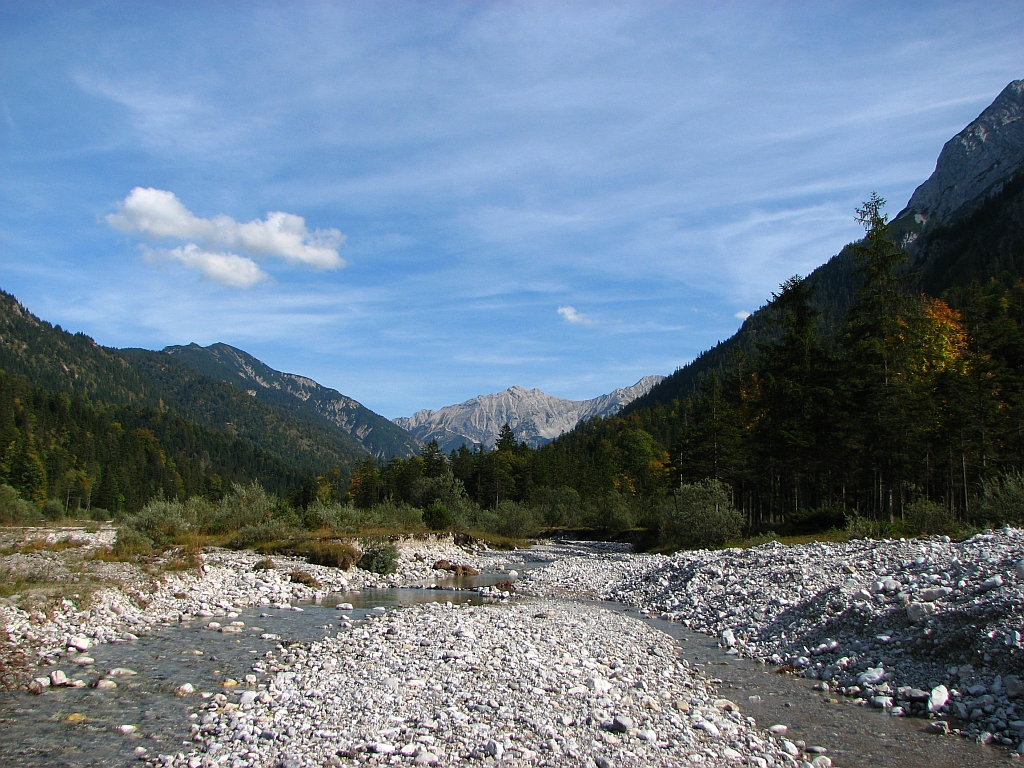
Ausblick Richtung Sonnjochgruppe
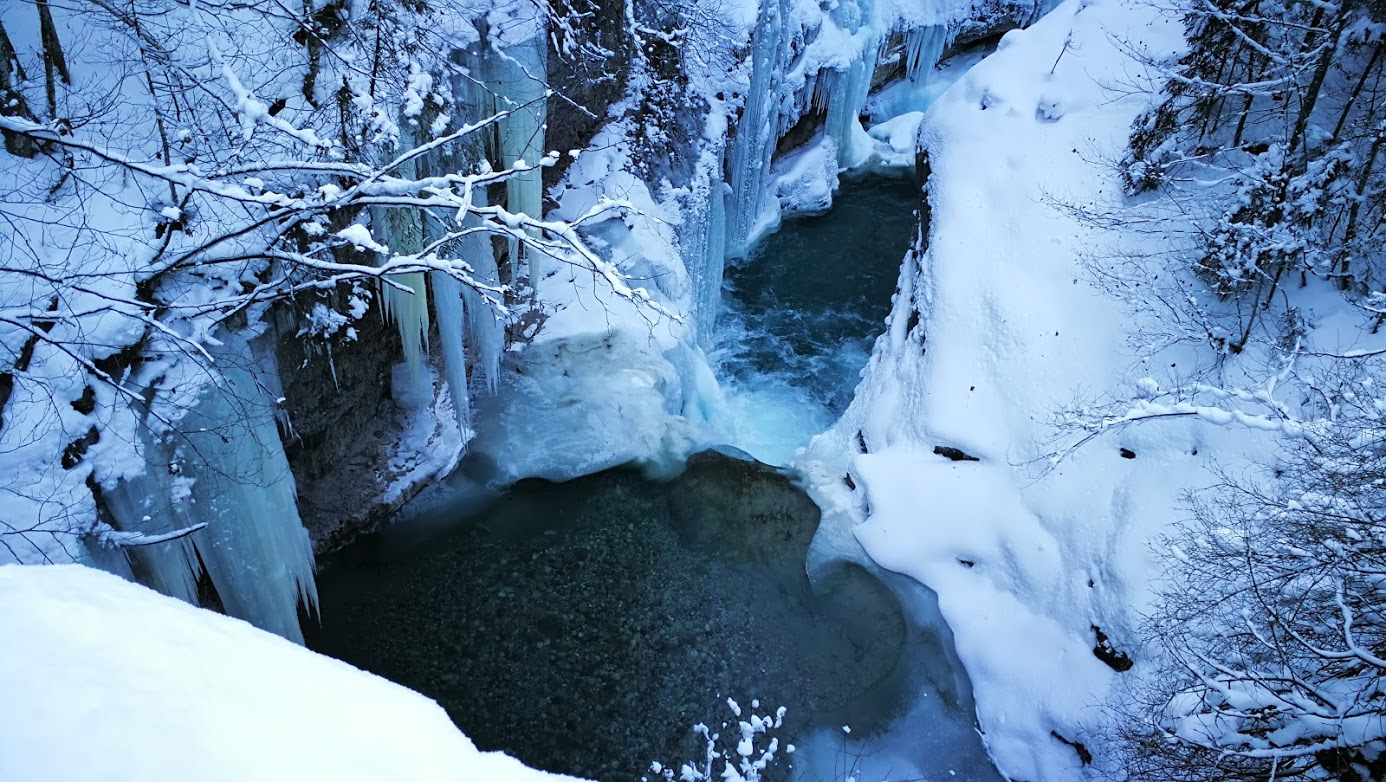
Rißbach-Fall an Grenzbrücke Bayern/Tirol
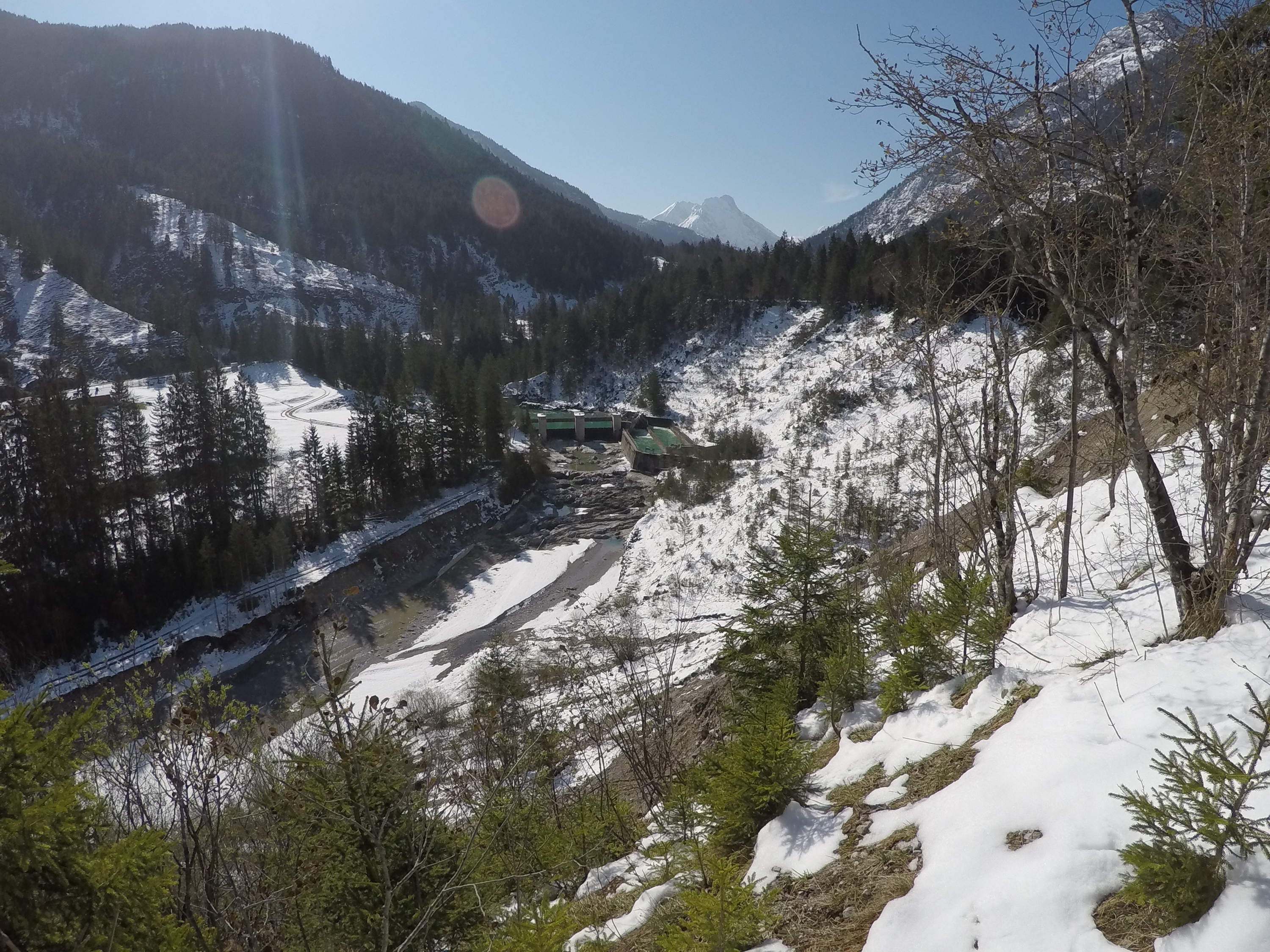
Rißbachwehr und Einleitung zum Rißbachstollen